# Acidi grassi

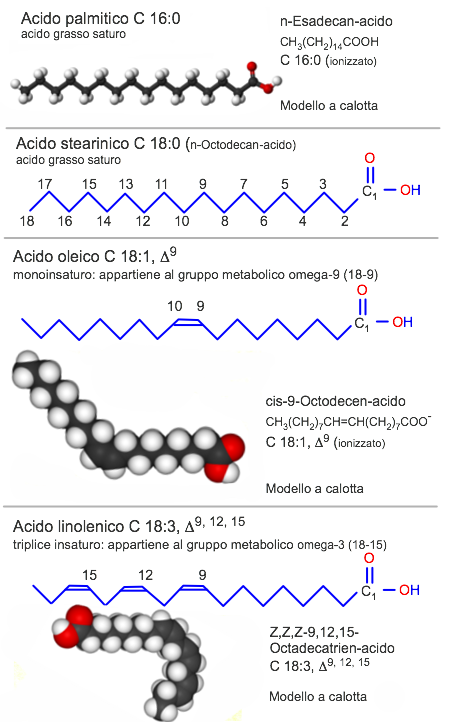
Nomenclature, formule chimiche e modelli 3D di alcuni acidi grassi

Gli acidi grassi sono gli acidi monocarbossilici alifatici derivati o contenuti in forma esterificata in un grasso vegetale o animale, olio o cera. Sono, prevalentemente ma non esclusivamente, con una catena da 4 a 28 atomi di carbonio, in un numero pari, senza ramificazioni e aciclici (cioè costituiti da molecole che non presentano catene chiuse ad anello); possono essere saturi (se la loro molecola presenta solo legami singoli C-C) o insaturi (se presentano doppi legami C=C).
La definizione IUPAC non è universalmente condivisa e alcuni ricercatori per estensione utilizzano il termine per abbracciare tutti gli acidi carbossilici alifatici compresi acidi dicarbossilici presenti nei lipidi animali o vegetali.
Quando si trovano nella loro forma libera (cioè non legati ad altre specie chimiche), gli acidi grassi vengono identificati con il nome di acidi grassi liberi (FFA, dall'inglese Free Fatty Acids), o acidi grassi non esterificati (NEFA, dall'inglese Non Esterified Fatty Acids).

## Classificazione degli acidi grassi

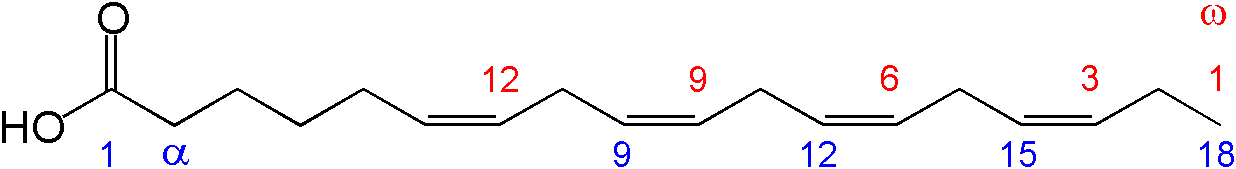
Sistema di numerazione degli atomi e della posizione dei doppi legami negli acidi grassi

### Nomenclatura
Per la nomenclatura degli acidi grassi sono normalmente adottati vari sistemi, più o meno complessi e dettagliati.
La tabella descrive i più comuni.
| Sistema                      | Esempi                                                                                           | Spiegazione |
| ---------------------------- | ------------------------------------------------------------------------------------------------ | --- |
| Nome comune                  | acido palmitoleico                                                                               | Il nome comune in alcuni acidi grassi ha vari sinonimi che possono creare ambiguità come ad esempio: acido arachico, acido arachidico. |
| Nomenclatura sistematica     | acido oleico = acido (9Z)-octadecenoico                                                          | Deriva dallo standard 'IUPAC', pubblicato nel 1979. La posizione dei doppi legami viene conteggiata partendo dal gruppo carbossilico. I doppi legami sono specificati nella notazione cis o trans oppure con la notazione E/Z. |
| Nomenclatura “delta” o Δx    | acido linoleico = acido cis,cis-Δ9,Δ12 octadecadienoico                                          | La posizione dei doppi legami è conteggiata partendo dal gruppo carbossilico. Ogni doppio legame è preceduto dalla notazione cis o trans. |
| Notazioni abbreviate         | acido stearico = 18:0                                                                            | Si tratta di notazioni abbreviate con il dittongo C:D dove a C corrisponde il numero di atomi di carbonio e a D il numero di doppi legami. In passato il dittongo era preceduto dalla lettera “C”, C18:0. |
| Notazione “shorthand”        | acido linoleico = 9c12c-18:2 acido sterculico = 9,10-P,9c-18:1 acido ricinoleico = 12-OH,9c-18:1 | La posizione dei doppi legami, c per cis e t per trans, è conteggiata partendo dal gruppo carbossilico. Permette di identificare gruppi ossidrili (-OH), epossi (-O-), ciclopropenici (P), ecc. |
| Notazione “delta” abbreviata | acido linoleico = 18:2Δ9c,12c acido sterculico = 9,10-cpe-19:1 acido ricinoleico = 12-OH-18:1Δ9c | La posizione dei doppi legami, c per cis e t per trans, e tripli legami, a, è conteggiata partendo dal gruppo carbossilico. Permette di identificare gruppi ossidrili (-OH), keto (=O), epossi (-O-), ciclopropenici (-cpe-), ecc. |
| Notazione (n-) o "omega", ω, | acido linoleico = 18:2(n-6) acido linoleico = 18:2ω6                                             | Il conteggio del primo doppio legame parte dal gruppo metilico. Utilizzata in ambito nutrizionale o dove si parla della biosintesi dei lipidi può essere ambigua ed è particolarmente imprecisa indicando solo la posizione di un doppio legame senza specificare se è cis o trans. L'utilizzo della notazione omega è stato deprecato in sede IUPAC. |

### Lunghezza della catena carboniosa
Gli acidi grassi possono essere classificati in base alla lunghezza della catena carboniosa:
- acidi grassi a catena corta: con un numero di atomi di carbonio da 1 a 5.
- acidi grassi a catena media: con un numero di atomi di carbonio da 6 a 12
- acidi grassi a catena lunga: con un numero di atomi di carbonio da 13 a 21.
- acidi grassi a catena molto lunga: con un numero di atomi di carbonio maggiore o uguale a 22.

A seconda della loro lunghezza essi prendono una via di distribuzione ematica differente.

### Acidi grassi saturi e insaturi
In base alla presenza di doppi legami C=C nella catena carboniosa, gli acidi grassi possono essere classificati come:
- acidi grassi saturi: se non sono presenti doppi legami nella catena carboniosa (ad esempio acido caprilico C 8:0, acido palmitico C 16:0, acido stearico C 18:0);
- acidi grassi insaturi: se sono presenti doppi legami nella catena carboniosa; a loro volta si suddividono in:
  - acidi grassi monoinsaturi o monoenoici, se è presente un solo doppio legame C=C (ad esempio acido oleico C 18:1);
  - acidi grassi polinsaturi o polienoici, se sono presenti due o più doppi legami C=C (ad esempio acido linoleico C 18:2, acido linolenico C 18:3, acido arachidonico C 20:4).

La presenza di doppi legami C=C e la lunghezza della catena carboniosa influenza la temperatura di fusione e la temperatura di cristallizzazione degli acidi grassi. Maggiore è la percentuale di doppi legami e più le catene carboniose risultano corte, più alta risulta la fluidità dell'acido grasso e la sua temperatura di cristallizzazione si abbassa.
Il metabolismo di grassi saturi e insaturi attiva gli stessi enzimi, e l'organismo non è in grado di regolare questa competizione enzimatica. Pertanto, è importante mantenere l'equilibrio corretto nell'assunzione di questi due tipi di grassi. Un sovraccarico di acidi grassi in generale riduce la quantità di enzimi e aggrava il problema della competizione.

#### Acidi grassi saturi
| N° atomi di C: n° doppi legami | Nome comune                  | Nome IUPAC             | Formula chimica         | Temperatura di fusione (°C) | Fonti                                                                                 |
| ------------------------------ | ---------------------------- | ---------------------- | ----------------------- | --------------------------- | ------------------------------------------------------------------------------------- |
| 4:0                            | acido butirrico              | acido butanoico        | C4H8O2 CH3(CH2)2COOH    | -8                          | grassi del latte                                                                      |
| 5:0                            | acido valerico (valerianico) | acido pentanoico       | C5H10O2 CH3(CH2)3COOH   | -35                         | radice di valeriana o di eliotropo                                                    |
| 6:0                            | acido capronico              | acido esanoico         | C6H12O2 CH3(CH2)4COOH   | -3                          | grassi del latte                                                                      |
| 7:0                            | acido enantico               | acido eptanoico        | C7H14O2 CH3(CH2)5COOH   | -8                          | Infiorescenze della vite                                                              |
| 8:0                            | acido caprilico              | acido ottanoico        | C8H16O2 CH3(CH2)6COOH   | 16                          | grassi del latte, grassi del cocco                                                    |
| 9:0                            | acido pelargonico            | acido nonanoico        | C9H18O2 CH3(CH2)7COOH   | 13                          | olio di geranio                                                                       |
| 10:0                           | acido caprico                | acido decanoico        | C10H20O2 CH3(CH2)8COOH  | 31                          | grassi animali e vegetali                                                             |
| 11:0                           | -                            | acido undecanoico      | C11H22O2 CH3(CH2)9COOH  | 28,5                        | individuato in alcune analisi dell'olio di cartamo e dell'allium sativum              |
| 12:0                           | acido laurico                | acido dodecanoico      | C12H24O2 CH3(CH2)10COOH | 43,2                        | grassi animali e vegetali                                                             |
| 13:0                           | -                            | acido tridecanoico     | C13H26O2 CH3(CH2)11COOH | 41,4                        | -                                                                                     |
| 14:0                           | acido miristico              | acido tetradecanoico   | C14H28O2 CH3(CH2)12COOH | 53,9                        | grassi del latte, oli di pesce, grassi animali e vegetali                             |
| 15:0                           | -                            | acido pentadecanoico   | C15H30O2 CH3(CH2)13COOH | 52,1                        | -                                                                                     |
| 16:0                           | acido palmitico              | acido esadecanoico     | C16H32O2 CH3(CH2)14COOH | 62,8                        | grassi animali e vegetali                                                             |
| 17:0                           | acido margarico              | acido eptadecanoico    | C17H34O2 CH3(CH2)15COOH | 61,3                        | grassi animali e vegetali                                                             |
| 18:0                           | acido stearico               | acido ottadecanoico    | C18H36O2 CH3(CH2)16COOH | 69,6                        | grassi animali e vegetali                                                             |
| 19:0                           | -                            | acido nonadecanoico    | C19H38O2 CH3(CH2)17COOH | 68,7                        | -                                                                                     |
| 20:0                           | acido arachico               | acido eicosanoico      | C20H40O2 CH3(CH2)18COOH | 75,4                        | in piccole quantità nei semi vegetali e nei grassi animali                            |
| 22:0                           | acido beenico                | acido docosanoico      | C22H44O2 CH3(CH2)20COOH | 80,0                        | in piccole quantità nei semi vegetali e nei grassi animali, nella malattia di Gaucher |
| 24:0                           | acido lignocerico            | acido tetracosanoico   | C24H48O2 CH3(CH2)22COOH | 84,2                        | alcuni grassi vegetali, componente della sfingomielina                                |
| 26:0                           | acido cerotico               | acido esacosanoico     | C26H52O2 CH3(CH2)24COOH | 87,7                        | cera d'api, cera carnauba, grasso della lana                                          |
| 28:0                           | acido montanico              | acido ottacosanoico    | C28H56O2 CH3(CH2)26COOH | 90,9                        | cere animali e vegetali                                                               |
| 30:0                           | acido melissico              | acido triacontanoico   | C30H60O2 CH3(CH2)28COOH | 93,6                        | cere animali e vegetali                                                               |
| 32:0                           | acido laceroico              | acido dotriacontanoico | C32H64O2 CH3(CH2)30COOH |                             | -                                                                                     |

#### Acidi grassi monoinsaturi
| N° atomi di C: n° doppi legami | Posizione dei doppi legami | Nome comune                           | Nome IUPAC                   | Formula chimica                    | Punto di fusione (°C) | Fonti                                                                            |
| ------------------------------ | -------------------------- | ------------------------------------- | ---------------------------- | ---------------------------------- | --------------------- | -------------------------------------------------------------------------------- |
| 14:1                           | 9                          | acido miristoleico                    | acido cis-9-tetradecenoico   | C14H26O2 CH3(CH2)3CH=CH(CH2)7COOH  | -4                    |                                                                                  |
| 16:1                           | 6                          | acido sapienico                       | acido cis-6-esadecenoico     | C16H30O2 CH3(CH2)8CH=CH(CH2)4COOH  | -                     | sebo umano                                                                       |
| 16:1                           | 9                          | acido palmitoleico                    | acido cis-9-esadecenoico     | C16H30O2 CH3(CH2)5CH=CH(CH2)7COOH  | -0,5                  | grassi del latte, grassi di riserva degli animali, oli di pesce, grassi vegetali |
| 17:1                           | 10                         | acido eptadecenoico                   | acido cis-10-eptadecenoico   | C17H32O2 CH3(CH2)5CH=CH(CH2)7COOH  | -0,5                  | grassi del latte, grassi di riserva degli animali, oli di pesce, grassi vegetali |
| 18:1                           | cis-9                      | acido oleico                          | acido cis-9-ottadecenoico    | C18H34O2 CH3(CH2)7CH=CH(CH2)7COOH  | 16                    | olio di oliva, in tutti i grassi naturali                                        |
| 18:1                           | trans-9                    | acido elaidinico                      | acido trans-9-ottadecenoico  | C18H34O2 CH3(CH2)7CH=CH(CH2)7COOH  | 45                    | nei grassi dei ruminanti                                                         |
| 18:1                           | trans-11                   | acido vaccenico acido trans-vaccenico | acido trans-11-ottadecenoico | C18H34O2 CH3(CH2)5CH=CH(CH2)9COOH  | 40                    | principalmente nei grassi dei ruminanti                                          |
| 18:1                           | cis-11                     | acido asclepico acido cis-vaccenico   | acido cis-11-ottadecenoico   | C18H34O2 CH3(CH2)5CH=CH(CH2)9COOH  | 15                    | olio di acanto o di olivello                                                     |
| 18:1                           | cis-6                      | acido petroselinico                   | acido cis-6-ottadecenoico    | C18H34O2 CH3(CH2)10CH=CH(CH2)4COOH | 30                    |                                                                                  |
| 18:1                           | trans-6                    | acido petroselaidico                  | acido trans-6-ottadecenoico  | C18H34O2 CH3(CH2)10CH=CH(CH2)4COOH | 54                    |                                                                                  |
| 20:1                           | 9                          | acido gadoleico                       | acido cis-9-eicosenoico      | C20H38O2 CH3(CH2)7CH=CH(CH2)9COOH  | 24,5                  | olio di colza                                                                    |
| 20:1                           | 11                         | acido gondoico                        | acido cis-11-eicosenoico     | C20H38O2 CH3(CH2)7CH=CH(CH2)9COOH  | 23,5                  | oli di pesce                                                                     |
| 22:1                           | 11                         | acido cetoleico                       | acido cis-11-docosenoico     | C22H42O2 CH3(CH2)9CH=CH(CH2)9COOH  | -                     | oli di pesce                                                                     |
| 22:1                           | 13                         | acido erucico                         | acido cis-13-docosenoico     | C22H42O2 CH3(CH2)7CH=CH(CH2)11COOH | 34,7                  | olio di colza                                                                    |
| 24:1                           | 15                         | acido nervonico                       | acido cis-15-tetracosenoico  | C24H46O2 CH3(CH2)7CH=CH(CH2)13COOH | 39                    | -                                                                                |

#### Acidi grassi polinsaturi
| N° atomi di C: n° doppi legami | Posizione dei doppi legami | Nome comune              | Nome IUPAC                            | Formula chimica | Punto di fusione (°C) | Fonti                                                             |
| ------------------------------ | -------------------------- | ------------------------ | ------------------------------------- | --------------- | --------------------- | ----------------------------------------------------------------- |
| 18:2                           | 9, 12                      | acido linoleico          | acido 9,12-ottadecadienoico           | C18H32O2        | -5                    | olio di girasole                                                  |
| 18:2                           | cis-9, trans-11            | acido rumenico           | acido cis9,trans11-ottadecadienoico   | C18H32O2        | -                     | latte, grassi di animali ruminanti                                |
| 18:3                           | 9, 12, 15                  | acido α-linolenico       | acido 9,12,15-ottadecatrienoico       | C18H30O2        | -11                   | pesce ricco di grassi, oli vegetali                               |
| 18:3                           | 6, 9, 12                   | acido γ-linolenico       | acido 6,9,12-ottadecatrienoico        | C18H30O2        | -11                   | olio di borragine, Oenothera biennis                              |
| 18:4                           | 6, 9, 12, 15               | acido stearidonico       | acido 6,9,12,15-ottadecatetraenoico   | C18H28O2        | -57                   | olio di semi di canapa, olio di semi di ribes nero, olio di pesce |
| 20:4                           | 5, 8, 11, 14               | acido arachidonico       | acido 5,8,11,14-eicosatetraenoico     | C20H32O2        | -49,5                 | grassi animali, olio di pesce                                     |
| 20:5                           | 5, 8, 11, 14, 17           | acido timnodonico, EPA   | acido 5,8,11,14,17-eicosapentaenoico  | C20H30O2        | -54                   | olio di pesce                                                     |
| 22:5                           | 7, 10, 13, 16, 19          | acido clupanodonico, DPA | acido 7,10,13,16,19-docosapentaenoico | C22H34O2        | -78                   | olio di pesce                                                     |
| 22:6                           | 4, 7, 10, 13, 16, 19       | acido cervonico, DHA     | acido 4,7,10,13,16,19-docosaesaenoico | C22H32O2        | -44                   | olio di pesce                                                     |

### Acidi grassi essenziali
Alcuni acidi grassi insaturi sono considerati particolarmente importanti per il metabolismo umano, per cui sono detti "acidi grassi essenziali" (AGE) e si classificano in:
- omega-3: quando l'ultimo doppio legame è presente sul terzo carbonio a partire dalla fine (ad esempio acido α-linolenico C 18:3);
- omega-6: quando l'ultimo doppio legame è presente sul sesto carbonio a partire dalla fine (ad esempio acido linoleico C 18:2);

### Acidi grassi carbociclici
Si tratta di acidi grassi che contengono una o più catene di atomi di carbonio chiuse ad anello. Possono formarsi anelli con (cicloalcheni) o senza (cicloalcani) doppi legami.

#### Acidi grassi cis-ciclopropanici o cis-ciclopropenici
| Nome comune          | Nome IUPAC                                      | Notazione Delta | Fonti                                 |
| -------------------- | ----------------------------------------------- | --------------- | ------------------------------------- |
| acido lattobacillico | acido 10-[(1R,2S)-2-esil-ciclopropano]decanoico | 11,12-cpa-19:0  | Batteri Gram-positivi e Gram-negativi |
| acido malvalico      | acido 7-(2-octil-1-ciclopropenil) eptanoico     | 8,9-cpe-18:1    | oli di semi di cotone, di baobab      |
| acido sterculico     | 8-(2-octilcicloprop-1-en-1-il) ottanoico        | 9,10-cpe-19:1   | oli di semi di cotone, di baobab      |

#### Acidi grassi ciclopentenici
Sono acidi grassi ciclopentenici, se è presente un anello ciclopentenico; essi sono biosintetizzati per aggiunta di due carboni a partire dall'acil-coenzima A, maggiormente nei microsomi ma anche ex novo nel citoplasma.
| Nome comune         | Nome IUPAC                               | Notazione Delta | Fonti                                     |
| ------------------- | ---------------------------------------- | --------------- | ----------------------------------------- |
| acido idnocarpico   | acido-2-ciclopentene-1-unadeaenoico,(1R) | 16:1cy          | olio di Chaulmoogra Hydnocarpus wightiana |
| acido chaulmoogrico | acido 2-ciclopentene-2-tridecanoico,(1S) | 18:1cy          | olio di Chaulmoogra Hydnocarpus wightiana |

### Acidi grassi idrossilati
Si tratta di acidi grassi che contengono un gruppo ossidrile (-OH) ;
| Nome comune        | Nome IUPAC                                            | Notazione Delta    | Fonti                                             |
| ------------------ | ----------------------------------------------------- | ------------------ | ------------------------------------------------- |
| acido ricinoleico  | acido 12-idrossi-9-octadecenoico                      | 12-OH-18:1Δ9c      | Olio di ricino                                    |
| acido lesquerolico | acido 14-idrossi-11-eicosenoico                       | 14-OH-20:1Δ11c     | oli di Paysonia lasiocarpa o Lesquerella fendleri |
| acido densipolico  | acido (9Z, 12R, 15Z)-12-idrossiottadeca-9,15-dienoico | 12-OH-18:2Δ9c,15c  | oli di Lesquerella                                |
| acido auricolico   | acido (11Z,17Z) 14-idrossicosa-11,17-dienoico         | 14-OH-20:2Δ11c,17c | oli di Lesquerella                                |

### Acidi grassi acetilenici
Sono chiamati acetilenici gli acidi grassi con uno o più (poliacetilenici) tripli legami.
| Nome comune      | Nome IUPAC                        | Notazione Delta | Fonti                              |
| ---------------- | --------------------------------- | --------------- | ---------------------------------- |
| acido stearolico | acido ottadecen-9-inoico          | 18:1Δ9a         | Pyrularia edulis, Santalum album   |
| acido taririco   | acido ottadecen-6-inoico          | 18:1Δ6a         | Picramnia tariri, Picramnia sow    |
| acido ximeninico | acido 11E,ottadecen-9-inoico      | 18:2Δ9a,11t     | Santalum album, Exocarpus aphyllus |
| acido isanico    | acido 17,ottadecen-9-11-di-inoico | 18:3Δ9a,11a,17  | olio di isano                      |

### Acidi grassi allenici
Sono chiamati allenici gli acidi grassi con doppi legami contigui.
| Nome comune         | Nome IUPAC                       | Notazione Delta    | Fonti                                   |
| ------------------- | -------------------------------- | ------------------ | --------------------------------------- |
| acido laballenico   | acido ottadecen-5,6-dienoico     | 18:2Δ5,6allene     | Leucas helianthimifolia, Leucas ciliata |
| acido flomico       | acido icosa-7,8-dienoico         | 20:2Δ7,8allene     | Phlomis tuberosa, Leucas ciliata        |
| acido lamenallenico | acido 16E,ottadecen-5,6-dienoico | 18:3Δ5,6allene,16t | Lamium purpureum, Lamium maculatum      |

### Acidi grassi tio o tia
Acidi grassi lineari o eterociclici con almeno una carbonio della catena o dell'anello sostituito da zolfo.
| Nome comune                           | Nome IUPAC                                 | Fonti        |
| ------------------------------------- | ------------------------------------------ | ------------ |
| acido α-lipoico                       | acido (R)-5-(1,2-ditiolano-3-il)pentanoico | Lipoillisina |
| acido 2-idrossi-4-(metiltio)butanoico | acido 2-idrossi-4-(metilsulfanil)butanoico |              |
| acido 3-(metiltio)propionico          | acido 3-(metilsulfanil)propanoico          |              |
| acido tetradeciltioacetico            | acido 2-tetradecilsulfanilacetico          |              |

### Acidi grassi coniugati
Un acido grasso coniugato è un acido grasso polinsaturo contenente due o più doppi legami non interrotti da un gruppo metilenico.
| Nome comune          | Nome IUPAC                         | Notazione Delta | Fonti             |
| -------------------- | ---------------------------------- | --------------- | ----------------- |
| acido sorbico        | acido esa-2E,4E-dienoico           | 6:2Δ2t,4t       | Sorbus aucuparia  |
| acido α-eleostearico | acido 9Z,11E,13E-octadecatrienoico | 18:3Δ9c,11t,13t | olio di tung      |
| acido punicico       | acido 9Z,11E,13Z-octadecatrienoico | 18:3Δ9c,11t,13c | olio di melagrana |

### Acidi grassi trans
Alcuni grassi particolari sono gli acidi grassi trans, chiamati così perché presentano isomeria trans; essi possono essere prodotti durante la fermentazione batterica nel rumine e nel processo di idrogenazione degli acidi insaturi (un processo utilizzato nella produzione di margarine).

## Funzioni organiche degli acidi grassi

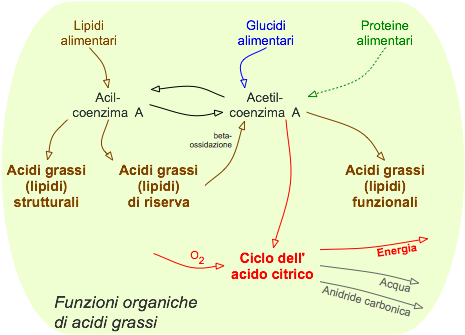
Funzioni organiche degli acidi grassi

Gli acidi grassi assimilati con la dieta sono negli enterociti assemblati in trigliceroli e poi insieme agli altri lipidi vengono rilasciati in forma di una lipoproteina, un chilomicrone, che inizia il processo di rilascio dei lipidi ai vari tessuti.
Gli acidi grassi sono biosintetizzati nell'organismo umano a partire da aceti-CoA prodotto dal catabolismo degli zuccheri. Una volta sintetizzati vengono utilizzati nella costruzione delle varie membrane degli organelli cellulari e della membrana plasmatica, oppure vengono immagazzinati come trigliceroli negli adipociti, quando necessari gli acidi grassi verranno liberati nel sangue e trasportati dall'albumina, la più abbondante proteina plasmatica, verranno recapitati alle cellule.

La degradazione degli acidi grassi avviene tramite beta-ossidazione in acetilcoenzima A, il quale viene degradato nel ciclo di Krebs liberando CoA e producendo 2 molecole di anidride carbonica, 1 molecola di ATP e coenzimi ridotti destinati a ossidarsi nella catena di trasporto degli elettroni che alimenta la sintesi dell'ATP.

## Acidi grassi negli alimenti
Nell'alimentazione umana, gli acidi grassi di lipidi vegetali e animali, giocano un ruolo importante (assieme ai glucidi e proteine) con funzione strutturale e soprattutto energetica.
Alimenti vegetali e animali, contenenti lipidi, includono naturalmente diverse quantità di acidi grassi diversi.
La composizione dei lipidi negli acidi grassi, è ricca sia negli alimenti vegetali sia in quelli animali. Si nota una debole tendenza dei grassi vegetali a essere più ricchi negli acidi grassi a catene medio-lunghe, mentre, in quelli animali, c'è una tendenza alle catene medio-corte. Gli omega-9 sono ugualmente presenti nei grassi animali e vegetali, mentre gli omega-3 sono maggiormente presenti nei grassi animali (come i pesci) e gli omega-6 nei grassi vegetali.

Tendenzialmente gli oli vegetali contengono più acidi grassi insaturi rispetto ai grassi animali.

Trasformazione industriale di un acido grasso cis polinsaturo in acido grasso trans monoinsaturo durante il processo di idrogenazione

Nella produzione industriale della margarina e altri prodotti alimentari, gli acidi grassi polinsaturi presenti in oli vegetali vengono idrogenati per produrre acidi grassi monoinsaturi. Durante tale processo, che viene detto "indurimento", avvengono trasformazioni stereochimiche che portano alla formazione di acidi grassi trans, che sono sostanze potenzialmente dannose per la salute in quanto si ipotizza che nell'uomo la lipasi, l'enzima necessario a regolare la trasformazione metabolica di tali sostanze, agisca solo sulla forma cis.
Esistono forti sospetti che gli acidi grassi trans possano partecipare in larga misura a processi aterosclerotici e aumentare così i rischi di infarto del miocardio.

Sospetti analoghi si sono focalizzati sugli acidi grassi saturi di cui WHO e FAO raccomandano di ridurre l'assunzione sotto al 10%.
Un altro sospetto è che squilibri troppo elevati tra acidi grassi omega-6 e omega-3, conducano a vari disturbi di metabolismo lipidico. Non è stato ben appurato se ciò possa dipendere in maggior misura dall'elevato consumo di omega-6 o dalla sproporzione esistente tra i due acidi grassi nell'organismo.
La normativa europea obbliga i produttori ad indicare nei prodotti alimentari processati i grassi di provenienza animale e vegetale, e se i grassi vegetali sono idrogenati. Nella etichetta nutrizionale si devono indicare le concentrazioni totali di grassi saturi, monoinsaturi e polinsaturi.

### Esempi

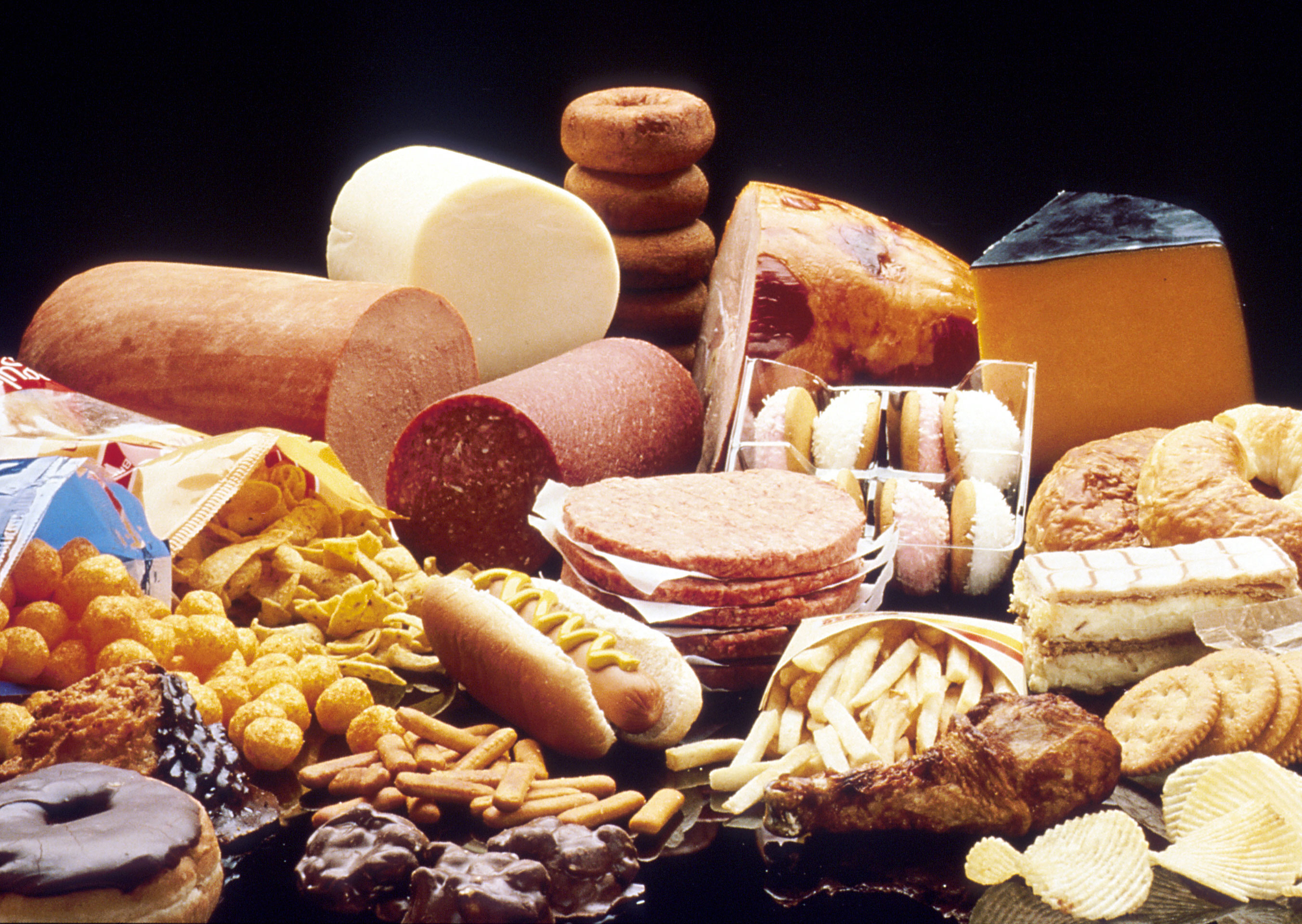
Alcuni alimenti a elevato contenuto di acidi grassi

La tabella presente mostra il contenuto espresso in grammi di acidi grassi in alcuni alimenti relativi a 100 grammi di alimento (o in altre parole, la percentuale in massa di acidi grassi).
| Alimento           | Grassi saturi | Grassi monoinsaturi | Grassi polinsaturi | Grassi totali |
| ------------------ | ------------- | ------------------- | ------------------ | ------------- |
| Burro              | 51,3          | 21                  | 3                  | 75,3          |
| Lardo              | 39,2          | 45,1                | 11,2               | 95,5          |
| Noci secche        | 1,3           | 10,4                | 42,7               | 54,4          |
| Olio di oliva      | 13,8          | 72,9                | 10,5               | 97,2          |
| Olio di palma      | 49,3          | 37                  | 9,3                | 95,6          |
| Olio di merluzzo   | 22,6          | 46,7                | 22,5               | 91,5          |
| Salsiccia di suino | 11,27         | 14,3                | 4                  | 29,57         |
| Sgombro            | 3,3           | 5,5                 | 3,6                | 12,4          |

Dati più completi possono essere reperiti nel sito dell'Istituto Nazionale di Ricerca per gli Alimenti e la Nutrizione (INRAN).

## Fabbisogno umano
Le quantità di acidi grassi essenziali raccomandate per l'organismo umano nel caso di un uomo adulto, sono state approssimativamente stimate in:
- 6 grammi al giorno di omega-6
- 1,5 grammi al giorno di omega-3.

Nel caso invece di una donna le quantità raccomandate sono pari a:
- 4,5 grammi al giorno di omega-6
- 1 grammo al giorno di omega-3.

Per i bambini di età compresa tra 4 e 10 anni le quantità raccomandate sono pari a:
- 4 grammi al giorno di omega-6
- 1 grammo al giorno di omega-3.